# Bobrowniki (gmina, Silésie)
Pour les articles homonymes, voir Bobrowniki.
Bobrowniki est une gmina rurale du powiat de Będzin, Silésie, dans le sud de la Pologne. Son siège est le village de Bobrowniki, qui se situe environ 11 km au nord-ouest de Będzin et 15 km au nord de la capitale régionale Katowice.
La gmina couvre une superficie de 51,99 km2 pour une population de 9 260 habitants.

## Géographie
La gmina inclut les villages de Bobrowniki, Dobieszowice, Myszkowice, Rogoźnik, Siemonia et Twardowice.
La gmina borde les villes de Będzin, Piekary Śląskie, Tarnowskie Góry et Wojkowice, et les gminy de Mierzęcice, Psary et Świerklaniec.